# Goose Goslin
Leon Allen Goslin (Salem, Nueva Jersey, 16 de octubre de 1900-Bridgeton, Nueva Jersey, 15 de mayo de 1971), más conocido como Goose Goslin, fue un jugador profesional estadounidense de béisbol que se desempeñó en la posición de jardinero izquierdo en las Grandes Ligas de Béisbol (MLB). Es miembro del Salón de la Fama del Béisbol.

## Carrera
Goslin jugó como profesional diez temporadas en Washington Senators (1921-1930), después pasó a St. Louis Browns (1930-1932), luego regresó a Washington Senators (1933), posteriormente se unió a Detroit Tigers (1934-1937), y finalmente, volvió a Washington Senators, donde jugó una temporada (1938), y fue el equipo en el que se retiró.

## Reconocimiento
En 1968, ingresó como miembro al Salón de la Fama del Béisbol.